# Tom Ellis (politician)
Tom Ellis (n. 15 martie 1924 – d. 14 aprilie 2010) a fost un om politic britanic, membru al Parlamentului European în perioada 1973-1979 din partea Regatului Unit.